# Černé jezero
Černé jezero (tiếng Đức: Schwarzer See, có nghĩa là "Hồ đen") nằm trong Rừng Bohemian và được công nhận là hồ tự nhiên lớn nhất, sâu nhất ở Cộng hòa Séc.
Hồ Černé jezero nằm cách thị trấn Železná Ruda 6 km về phía tây bắc. Hồ có hình tam giác, bên cạnh là vách đá cao 300 mét và bao quanh là khu rừng vân sam rộng lớn. Černé jezero là một sản phẩm của giai đoạn băng giá Würm và là dòng chảy tự dưỡng. Lượng nước đổ về đây hằng năm chủ yếu từ dòng nước tự nhiên chảy qua Černý potok và một con suối ngắn là phụ lưu của sông Úhlava. Do đường phân thủy chính của Châu Âu chạy ngang qua núi ở ngay phía trên hồ nên  Černé jezero được xác định là thuộc lưu vực của sông Elbe. Trong khi đó, Čertovo jezero cách đó 2 km lại thuộc lưu vực sông Danube.
Vào năm 1929, con người đã xây dựng một nhà máy thủy điện ở đây và công trình hoàn thành vào năm 1930. Đây là nhà máy thủy điện lâu đời nhất ở Cộng hòa Séc.

## Vai trò trong Chiến dịch thông tin sai lệch của Séc thời Chiến tranh Lạnh
Tuy gần với biên giới Đức (khoảng 1 km) nhưng việc tiếp cận hồ rất hạn chế, nhất là trong thời kỳ tồn tại Bức màn sắt. Điều này đã được các cơ quan mật vụ cộng sản tận dụng trong Chiến dịch Neptune (1964). Cụ thể, mật vụ Tiệp Khắc đã phối hợp với An ninh quốc gia Liên Xô bí mật đánh chìm các đội quân vận chuyển tài liệu quốc gia của Đức Quốc xã trên mặt hồ. Sự kiên này được tái hiện lại trong tác phẩm Trò chơi lừa dối, được xuất bản năm 1972 bởi Ladislav Bittmann.